# Свято-Троицкий храм (Сан-Паулу)
Свято-Троицкий храм (порт. Igreja Ortodoxa Russa Paroquia Santissima Trindade) — приходской храм Сан-Паульской и Южноамериканской епархии неканонической РПЦЗ(А), расположенный в районе Вила-Алпина города Сан-Паулу. Первый русский православный храм в Сан-Паулу.

## История

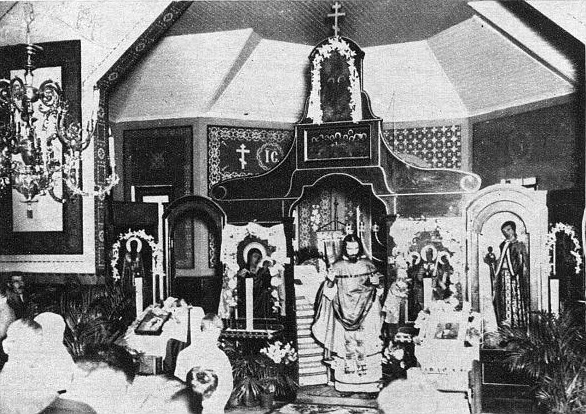
Первая Литургия в Свято-Троицкой церкви в 1931 году

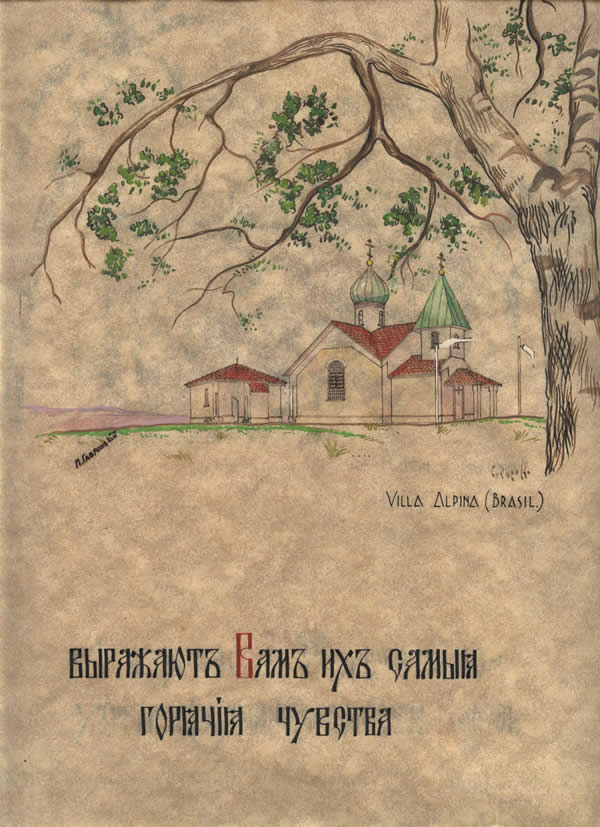

После революции эмигранты из России, прибывшие в Бразилию, концентрировались в основном в Сан-Паулу и его окрестностях. В первое время богослужения для русских совершались в храме Антиохийского Патриархата; служил священник Христофор, сириец, владевший русским языком.
В 1927 году из Эстонии приехал священник Михаил Кляровский. Для церкви было снято временное помещение в переулке Итоби, затем на улице Эпитасио Пессоа. Наконец у русской православной общины появилось собственная земля в спальном районе Вила Альпина. В то время многие русские там покупали участки и строили себе домики; хозяин этих земель, француз Вельэ, чтобы привлечь больше покупателей, подарил участок на хорошем месте для постройки русской церкви.
10 сентября 1930 года Михаил Кляровский был уволен от должности настоятеля, а на его место благословлялось пригласить А. Шабашёва из Чикаго.
В ноябре 1930 года состоялась закладка первого камня в фундамент церкви. Деньгами помог протопресвитер Константин Изразцов, который с 23 июля 1926 года управлял всеми русскими приходами Южной Америки. Собирались пожертвования и среди поселенцев; в этом отношении много потрудились такие деятели, как Коренев, Пугачев, Тихоненко и целый ряд других.
Церковь строил русский немец, инженер Вагнер; строительные работы вел опытный каменщик Петр Арс. Тихоненко. Духовный подъем среди русских поселенцев был большой: теперь они имели место, где молиться на родном языке. Строительство окончилось в 1931 году. Храм был рассчитан на 400—450 человек.
Первыми священниками были: иеромонах Иларион, игумен Михей (Ордынцев) и священник Михаил Кляровский. В 1951—1955 годы служил на Вила Алпина служил епископ Виталий (Устинов), будущий первоиерарх РПЦЗ, который создал при Троицком храме монашескую общину, опекавшую детский приют и типографию и издававшую журнал «Православное обозрение». Большое внимание уделялось миссионерской деятельности как среди русских эмигрантов, так и среди местного населения.
16 ноября 1980 года было торжественно отмечено 50-летие со дня основания Свято-Троицкой церкви. Архиепископ Каракасский и Венецуэльский Серафим (Свежевский) и епископ Сан-Паульский и Бразильский Никандр (Падерин) совершили Божественную литургию в сослужении клира бразильской епархии и приехавшего из Чили архимандрита Вениамина (Вознюка).
С 1970-х годов настоятелем Свято-Троицкого храма являлся протоиерей Георгий Петренко, позиция которого была во многом определяющим для актива русской общины. Приходом Свято-Троицкого храма стал выпускаться информационный бюллетень на португальском языке «Вила Алпина Ортодокса».
В ноябре 2000 текущего года прихожане Свято-Троицкой церкви торжественно справили 70-летний юбилей основания своего храма. На праздник приехали гости и духовенство из других приходов и даже из США, Аргентины и Уругвая. Из духовенства прибыли протоиереи Владимир Шленев и Всеволод Дробот, и протодьяконы Иоанн Оношко и Иосиф Ярощук. Трёхдневная программа празднования включала лирический концерт с участием певцов из Муниципального Театра и духовный концерт церковного хора прихода.
20-21 ноября 2004 года храм посетил с чудотворной иконой Божией Матери Курской Коренной Первоиерарх Русской Православной Зарубежной Церкви митрополит Лавр (Шкурла).
В ноябре 2005 года праздновалось 75-летие закладки Свято-Троицкого храма. На торжество прибыли епископ Манхеттенский Гавриил (Чемодаков), привезший из Синода чтимую икону Божией Матери «Всех скорбящих радость», епископ Одесский Агафангел (Пашковский), протоиерей Владимир Шленев из Аргентины, а также священники из Бразилии: Константин Бусыгин, Владимир Петренко и Христо Кралщев, а также приехавший с владыкой Гавриилом диакон Василий Милонов из Канады.
В мае 2007 года приход вслед за своим настоятелем покинул РПЦЗ, присоединившись к юрисдикции епископа Агафангела (Пашковского). В 2009 году протоиерей Георгий Петренко был пострижен в монашество с именем Григорий и рукоположён в епископский сан, оставшись при этом настоятелем Свято-Троицкой церкви.
15 ноября 2015 года епископ Григорий (Петренко) возглавил празднование 85-летия со дня основания Свято-Троицкого храма. После Божественной литургии состоялся праздничный банкет и концерт. Со времени постройки в конструкции храма мало что изменилось. Однако открытое поле и почти отсутствующая окрестность при постройке храма сегодня заменила стена, а церковь окружили дома.